# Melianthus major
Espèce
Classification APG III (2009)
Melianthus major est une espèce de plante vivace, de la famille des Melianthaceae. Il s'agit d'un sous-arbrisseau originaire des forêts d'Afrique du Sud. Ses fleurs sont rouge bordeaux et le feuillage dégage une odeur huileuse caractéristique, qui évoque l'arachide. Bien qu'étant toxique dans toutes ses parties, cette plante au développement spectaculaire est commercialisée comme plante ornementale pour les climats doux, sous le nom de Grande mélianthe.

## Description

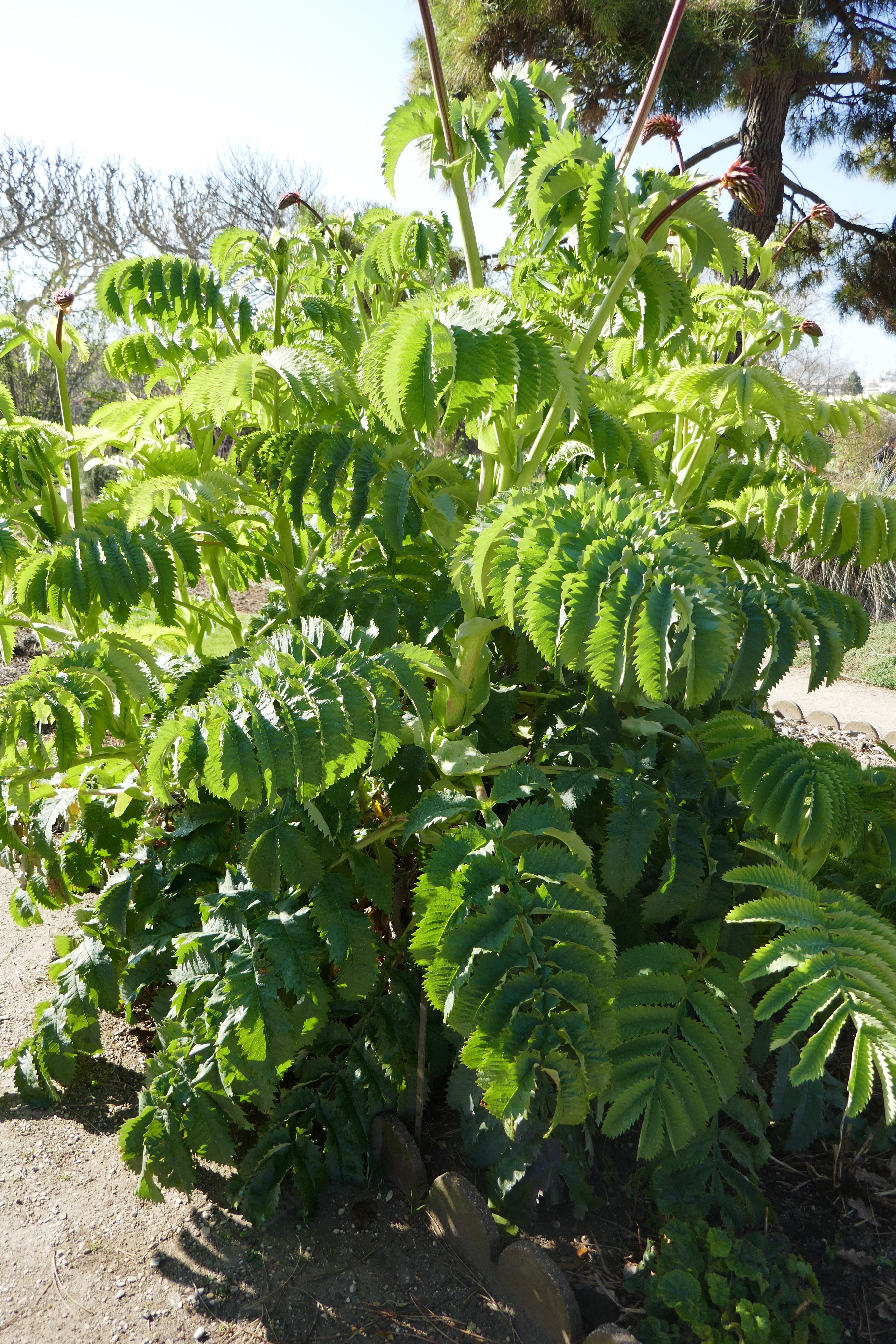
Jeune plante
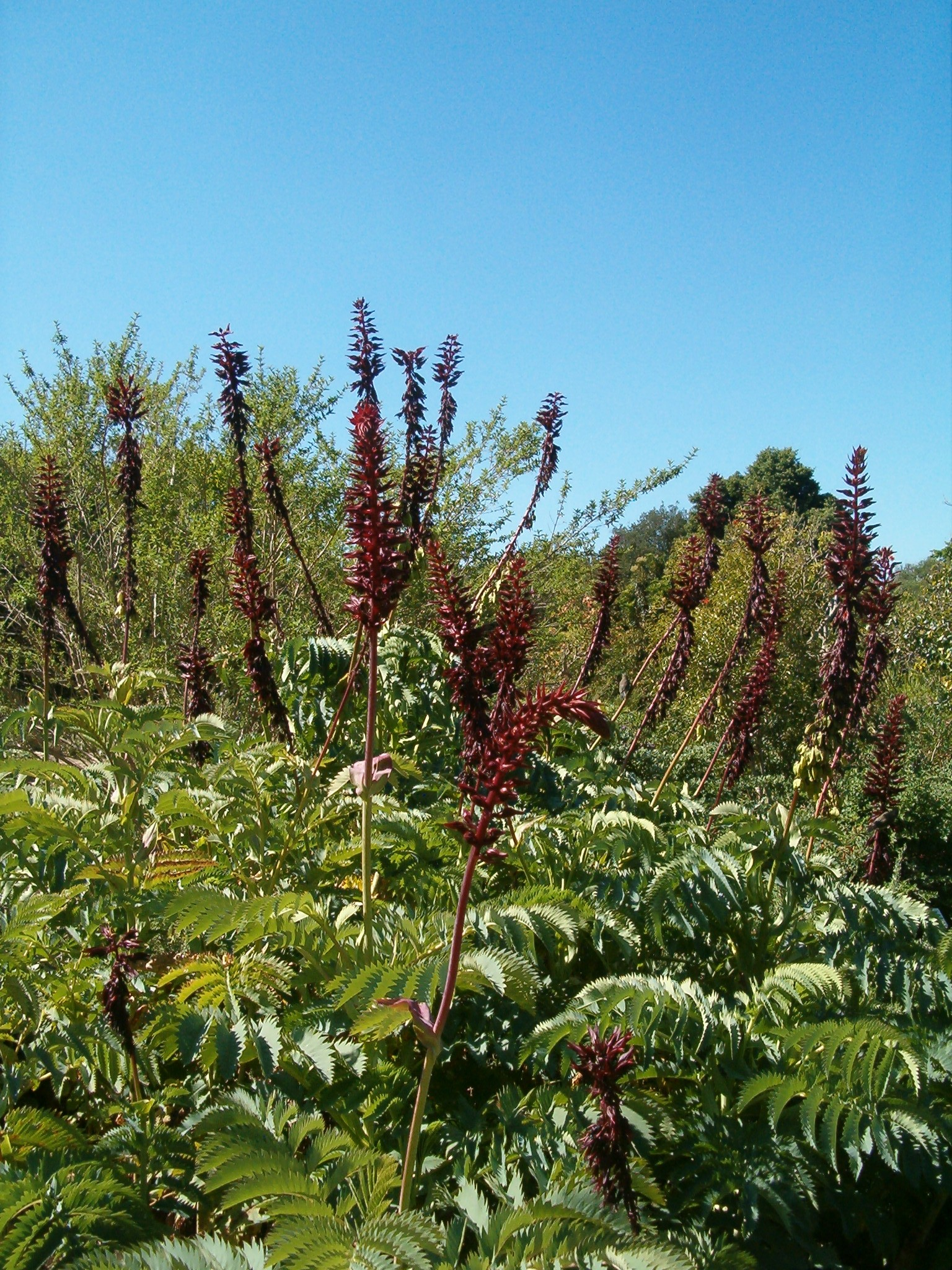
Plantes adultes
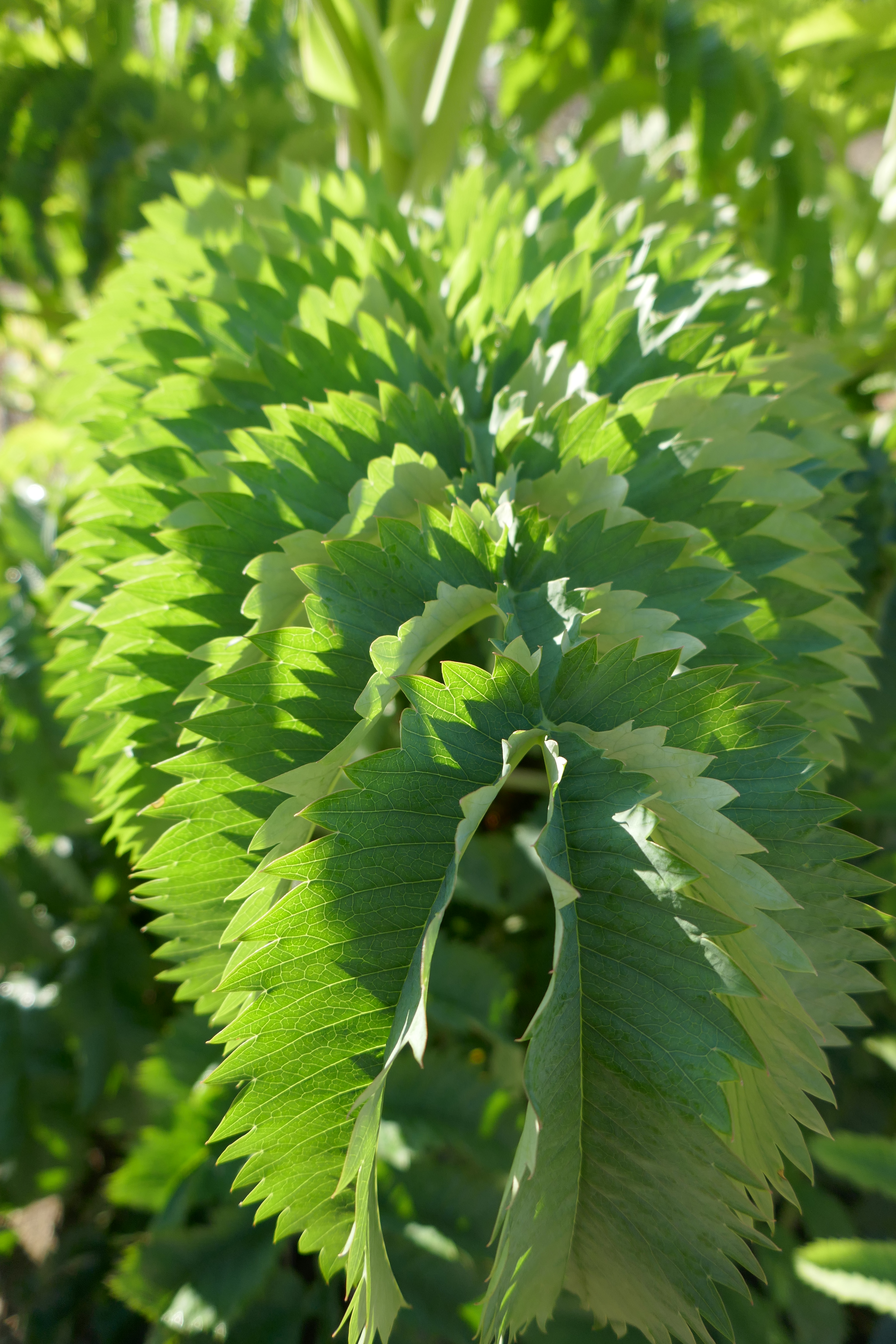
Jeune feuille
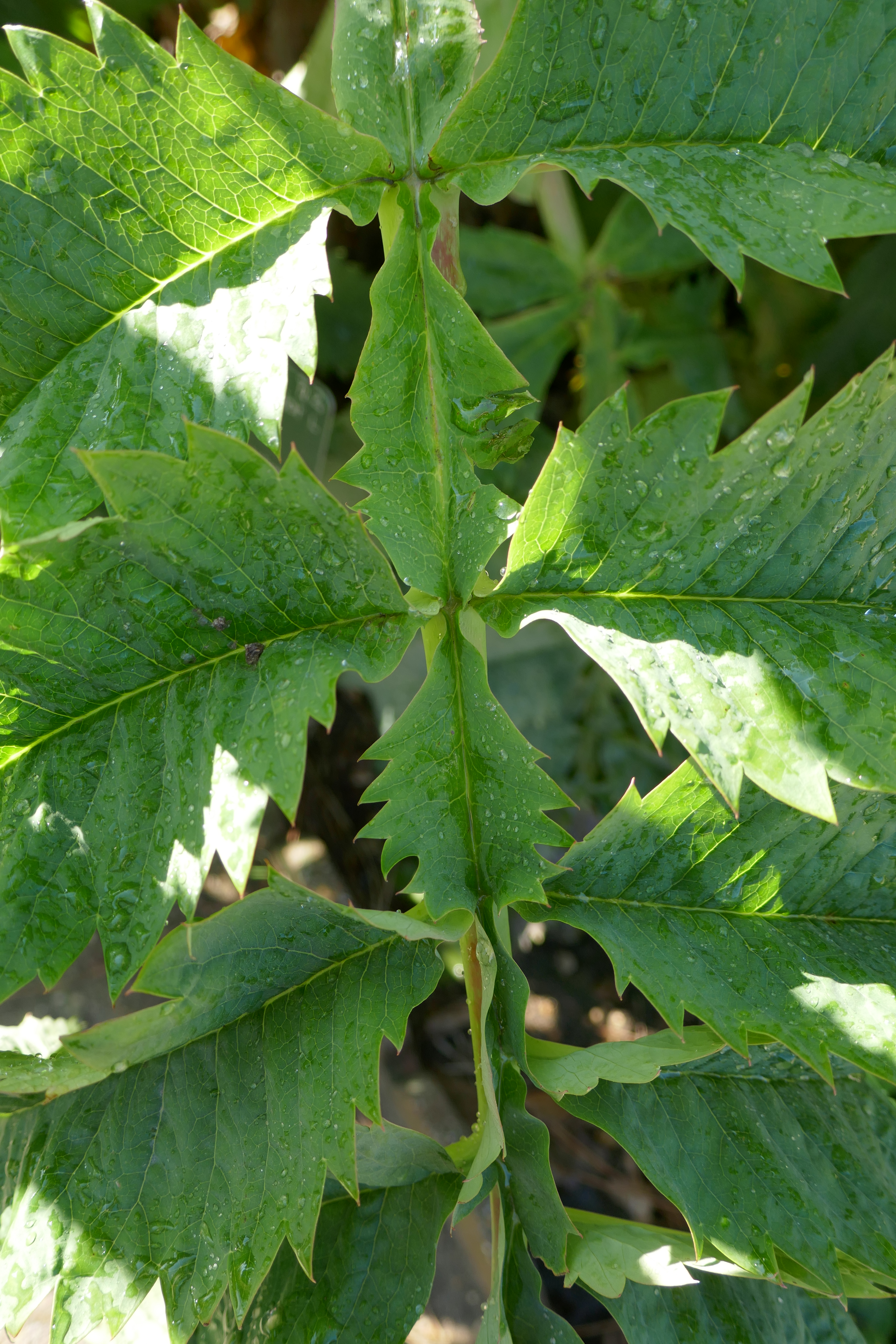
Détail de la face d'une feuille
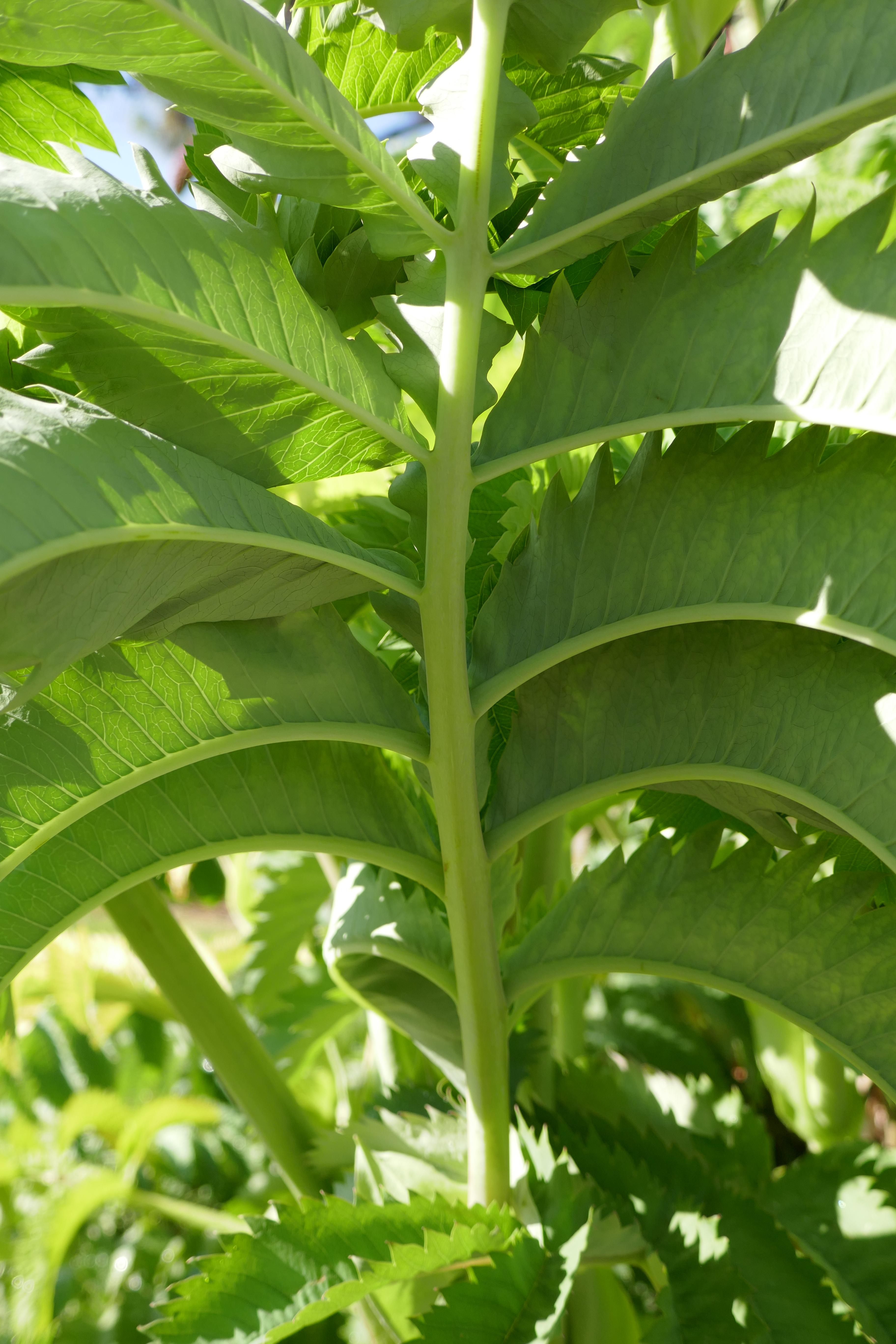
Revers d'une feuille
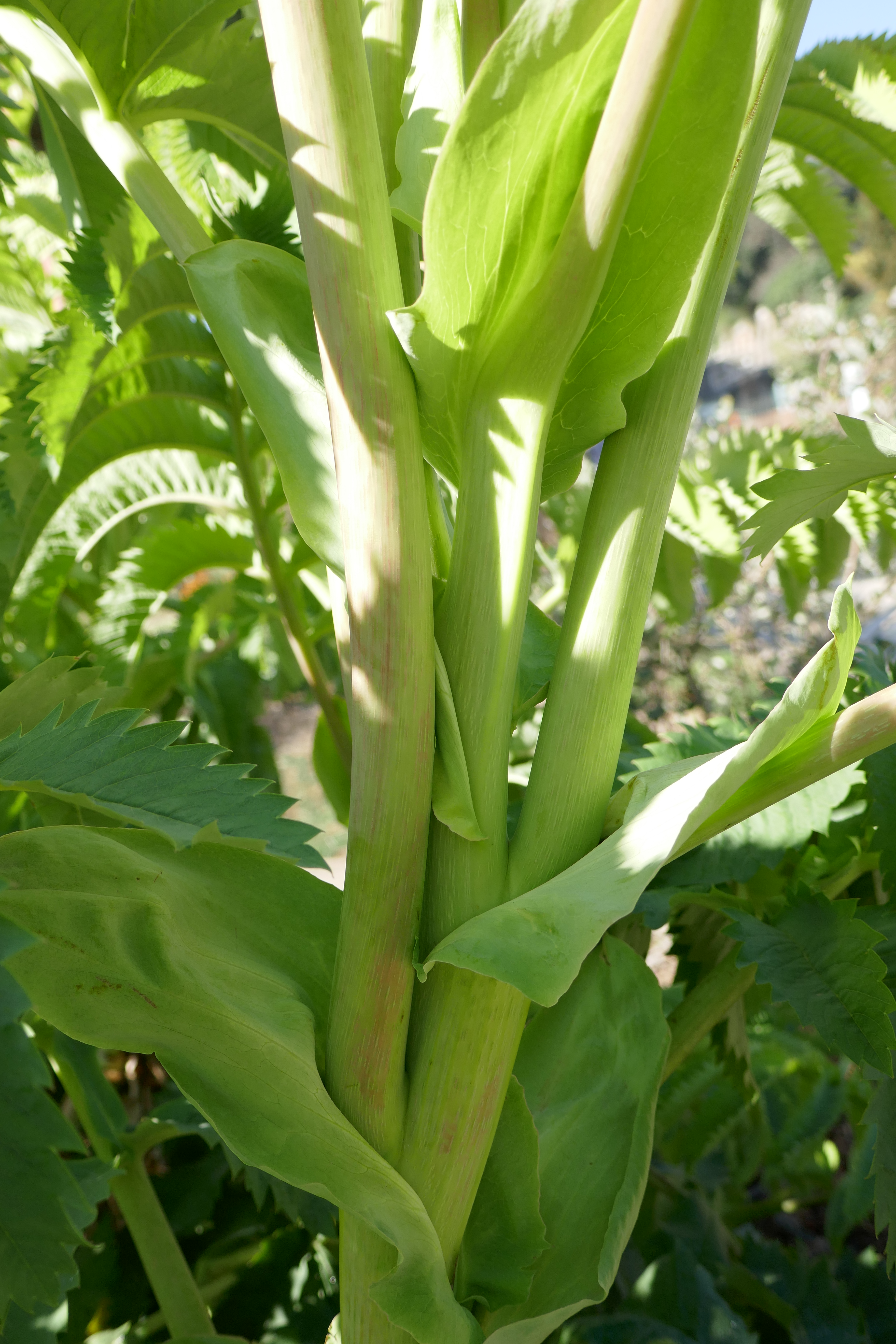
Détail de la tige
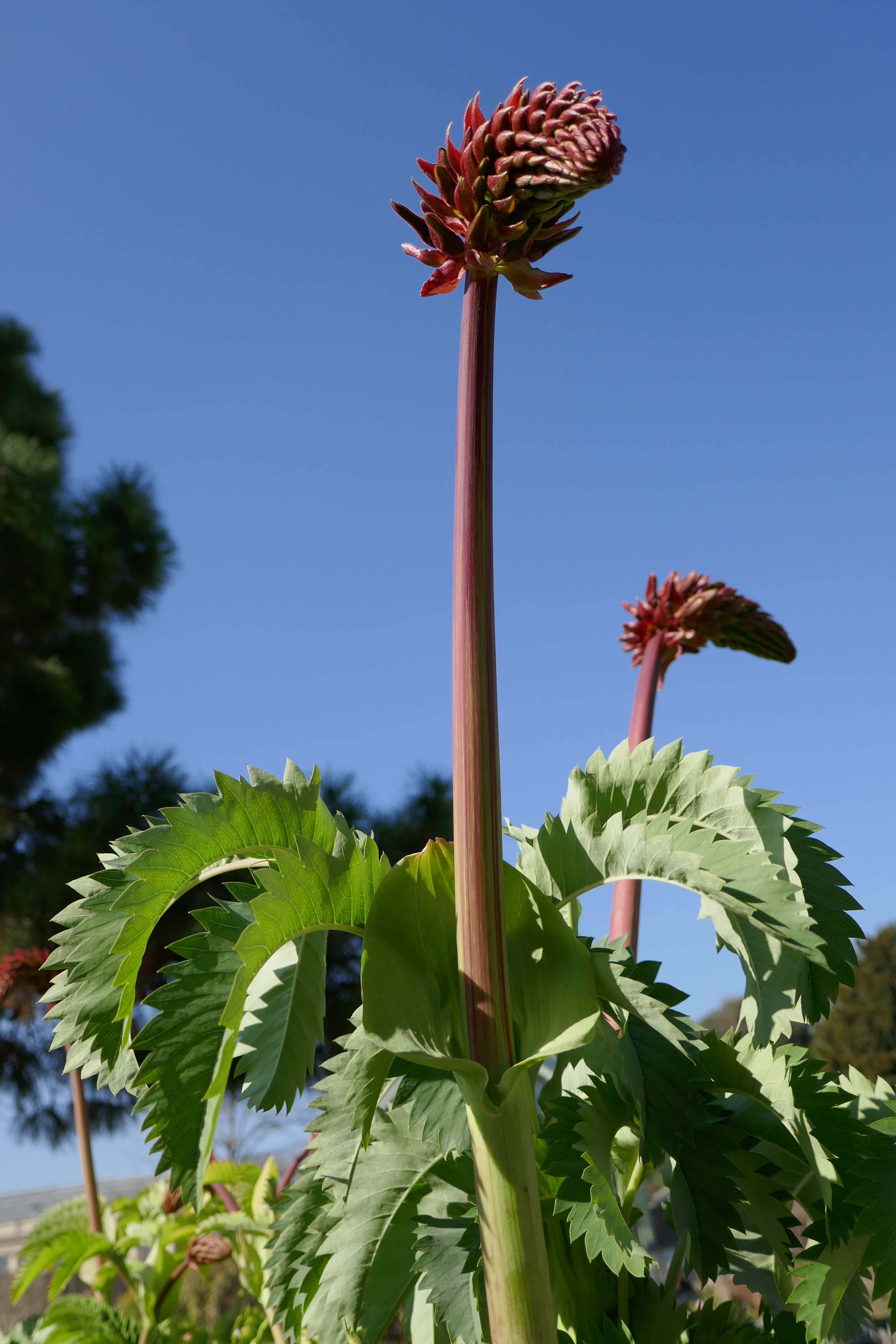
Inflorescence en bouton
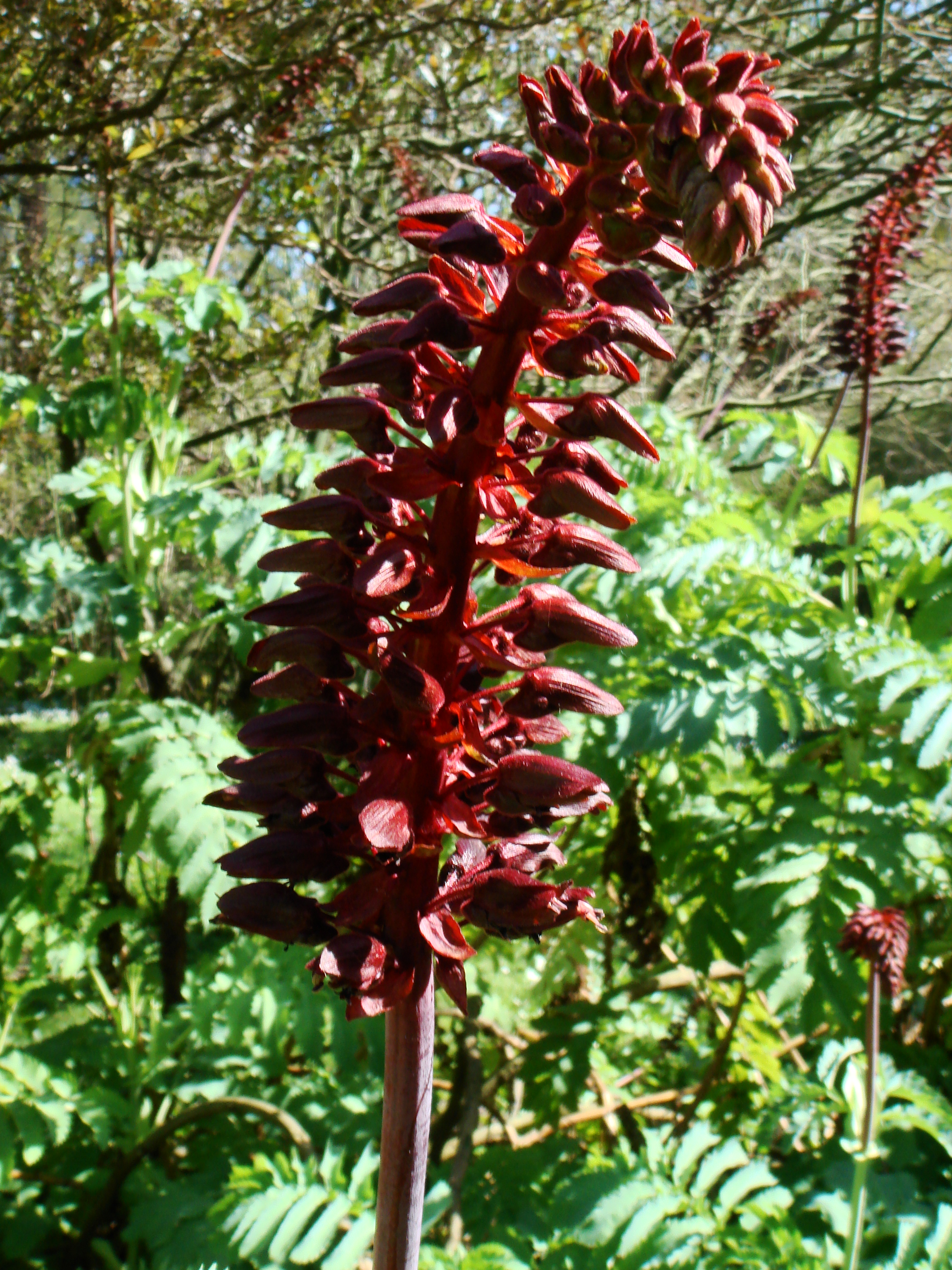
Inflorescence épanouie
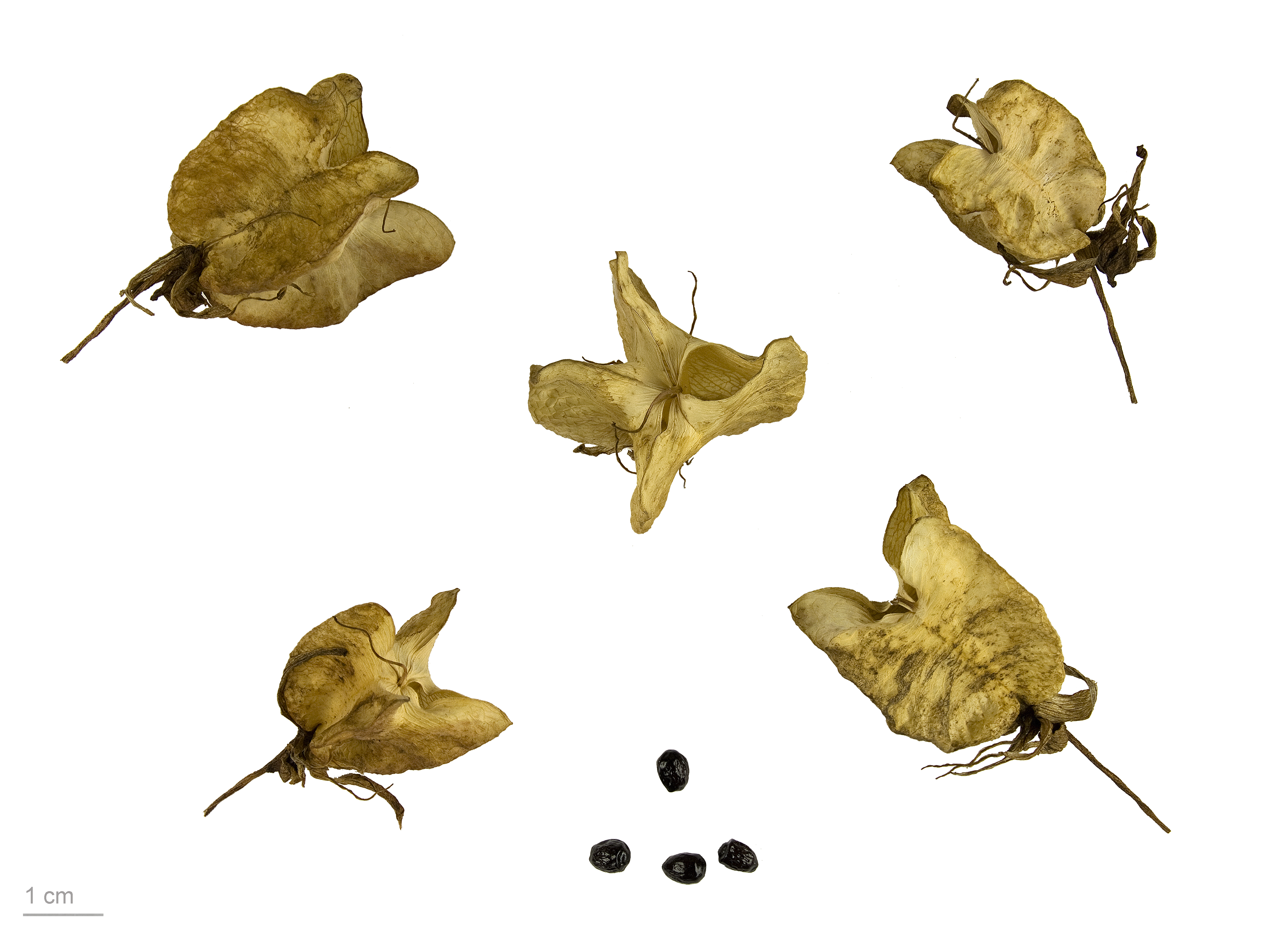
Melianthus major, fruits desséchés et graines (Muséum de Toulouse)